# Храмы Венеры Эриксинской (Рим)

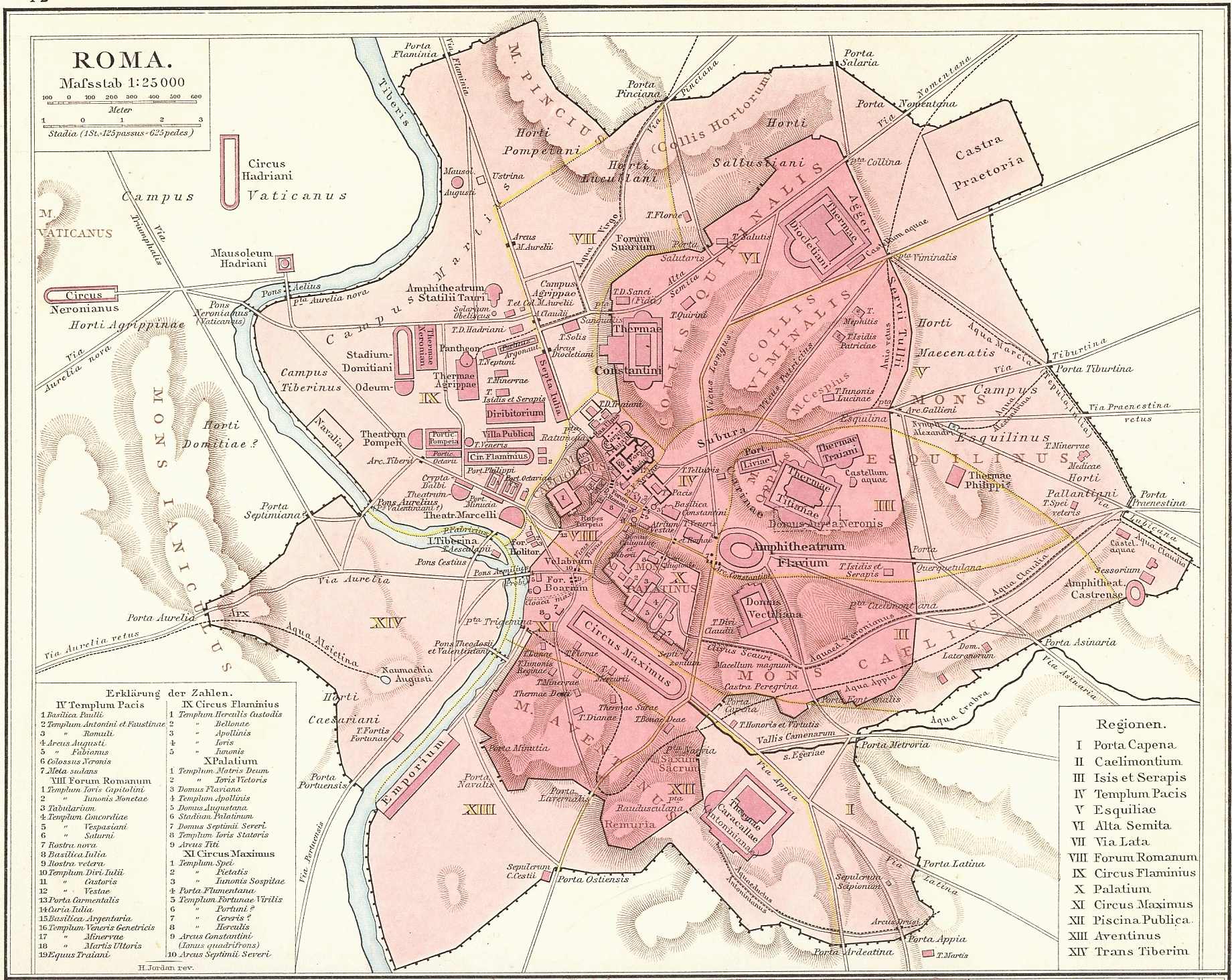
План древнего города Рима

Храмы Венеры Эриксинской (лат. Aedes Veneris Erycinae) ― два древнеримских культовых сооружения, посвящённых богине плотского наслаждения Венере Эриксинской, изначальным культовым местом которой был храм на горе Эрикс на Сицилии.

### Капитолийский храм
Храм Венеры Эриксинской на Капитолийском холме был построен по инициативе Квинта Фабия Максима, который был назначен диктатором после катастрофической для римлян битвы на озере Тразимено в 217 году до н.э. и поклялся возвести храм в честь Венеры, обратившись к книгам Сивилл в надежде переломить ход войны с карфгенянами. Храм был основан в 215 году. Позже это сооружение, вероятно, стали называть Храмом Капитолийской Венеры (Aedes Capitolina Veneris). Ливия Друзилла установила здесь статую умершего ребёнка Германика. Позже император Гальба разместил в храме ожерелье с жемчугом и драгоценными камнями. 
Храм, вероятно, находился недалеко от большого храма Юпитера. Здание было отделено узким проходом от храма Менты, который был построен и освящен в том же году, что и храм Венеры. 

### Квиринальский храм
Храм Венеры Эриксинской на Квиринале был построен по заказу консула Луция Порция Лицина. Он обещал возвести храм в честь Венеры в 184 году до н.э. во время войны против лигурийцев в северной Италии. Порций Лицин (или же на самом деле это был его младший брат с таким же именем) освятил святилище в 181 году. Возможно, храм был построен в 1 веке до нашей эры. Храм входил в архитектурный комплекс Садов Саллюстия. 
Храм должен был быть копией знаменитого храма на Сицилии. Он располагался близ Коллинских ворот, но за пределами Сервиевой стены. Храм был известен своей колоннадой, которая стояла вокруг здания и, вероятно, была пристроена в более поздний период. Античные фрагменты, в том числе так называемый трон Людовизи и голова женской статуи (возможно, культовой статуи), были найдены археологами поблизости и, предположительно, принадлежали этому же храму. 